# Santa Rosa Jáuregui
Santa Rosa Jáuregui, es una población y una delegación del municipio de Querétaro, está ubicada al occidente del estado de Querétaro, en México.

## Toponimia
El nombre de la población es vasco.